# Frédéricq de Bourdeau d'Huy
 Frédéricq de Bourdeau d'Huy (nom inconnu à Renaix qui est en réalité De Bourdeaud'hui ou éventuellement de Bourdeaud'hui ou encore de Bourdeaud'huy, ou bien encore Debourdeaud'hui), né à Renaix, le 20 février 1815, et y décédé le 14 octobre 1894 fut un homme politique belge francophone libéral.
Il fut médecin, conseiller communal de Renaix et membre du parlement,,.